# Copa da Escócia de 1954–55
A Copa da Escócia de 1954-55 foi a 70º edição do torneio mais antigo do futebol da Escócia. O campeão foi o Clyde F.C., que conquistou seu 2º título na história da competição ao vencer a final contra o Celtic F.C., pelo placar de 1 a 0.

## Premiação
| Copa da Escócia de 1954-55     |
| Escócia                        |
| ------------------------------ |
| Clyde F.C. Campeão (2º título) |